# Helmut Mühlender
Helmut Mühlender (* 9. Oktober 1918 in Hüffelsheim; † 25. April 2008 in Mainz) war ein deutscher Angestellter und Politiker (SPD).

## Leben
Mühlender besuchte die Volksschule und das Gymnasium bis zur Primarreife. Danach leistete er Reichsarbeitsdienst und Kriegsdienst, bevor er 1941 als Schwerkriegsbeschädigter entlassen wurde und bis 1950 arbeitsunfähig war. 1950–1964 war er kaufmännischer Angestellter bei den Seitz-Werken in Bad Kreuznach.
Neben seiner politischen Tätigkeit  als Bürgermeister, hauptamtlicher Amtsbeigeordneter, Mitglied des Landtags Rheinland-Pfalz  und im VdK, war er auch ehrenamtlicher Richter am Landessozialgericht und engagierte sich im "Kuratorium Unteilbares Deutschland".

## Politik
Mühlender war von 1933 bis 1937 Mitglied des Jungvolks der Hitler-Jugend (Jungzugführer in Hüffelsheim), er beantragte Juni 1937 die Aufnahme in die NSDAP und wurde zum 1. September desselben Jahres aufgenommen (Mitgliedsnummer 5.516.140). Von 1941 bis 1942 war er Mitglied der Deutschen Arbeitsfront und 1942 Vertreter des Propagandaleiters der OG Hüffelsheim.
1952 wurde Helmut Mühlender Mitglied des VdK Sozialverbandes (Verband der Kriegsbeschädigten, Kriegshinterbliebenen und Sozialrentner Deutschlands e.V.) und Vorsitzender des VdK-Kreisverbands Bad Kreuznach, von 1955 bis 1958 war er stellvertretender Vorsitzender des VdK-Landesverbandsausschusses Rheinland-Pfalz. 1959 war er stellvertretender Vorsitzender des Gemeindetags, Kreisgruppe Kreuznach. 1969 Vorsitzender der Kreis-Volkshochschule Bad Kreuznach.
1956 wurde Mühlender Mitglied der SPD und war stellvertretender Kreisvorsitzender und Mitglied des Unterbezirksvorstands und des Bezirksausschusses der SPD. 1956 wurde er Mitglied und 1959–1964 Fraktionsvorsitzender im Kreistag Bad Kreuznach sowie Mitglied des Kreisausschusses. Zwischen 1964 und 1970 war er Bürgermeister der Verbandsgemeinde Winterburg. Für den ausgeschiedenen Heinrich Schneider rückte er am 1. September 1970 in den sechsten Landtag Rheinland-Pfalz nach, dem er bis zum Ende der Wahlperiode 1971 angehörte. Im Landtag war er Mitglied im Wirtschaftsausschuss.
Von 1970 bis 1982 war er hauptamtlicher Amtsbeigeordneter des Amts Rüdesheim / Nahe (Verbandsgemeinde Rüdesheim). Ab 1970 ehrenamtlicher Bürgermeister der Gemeinde Hüffelsheim.
Von 1983 bis 1995 war Mühlender Vorsitzender des Sozialverbands VdK Deutschland Landesverband Rheinland-Pfalz und von 1995 bis 2008 Ehrenvorsitzender des Landesverbands Rheinland-Pfalz des VdK.

## Auszeichnungen
- 1982: Verdienstkreuz 1. Klasse der Bundesrepublik Deutschland
- 1989: Großes Bundesverdienstkreuz
- 1996: Verdienstorden des Landes Rheinland-Pfalz